# Silvestriola apiphila
Silvestriola apiphila är en tvåvingeart som först beskrevs av Ephraim Porter Felt 1907.  Silvestriola apiphila ingår i släktet Silvestriola och familjen gallmyggor. Inga underarter finns listade i Catalogue of Life.